# Relaciones Santa Sede-Uruguay
Las relaciones Santa Sede-Uruguay son las relaciones exteriores entre la Santa Sede y Uruguay. 

## Historia

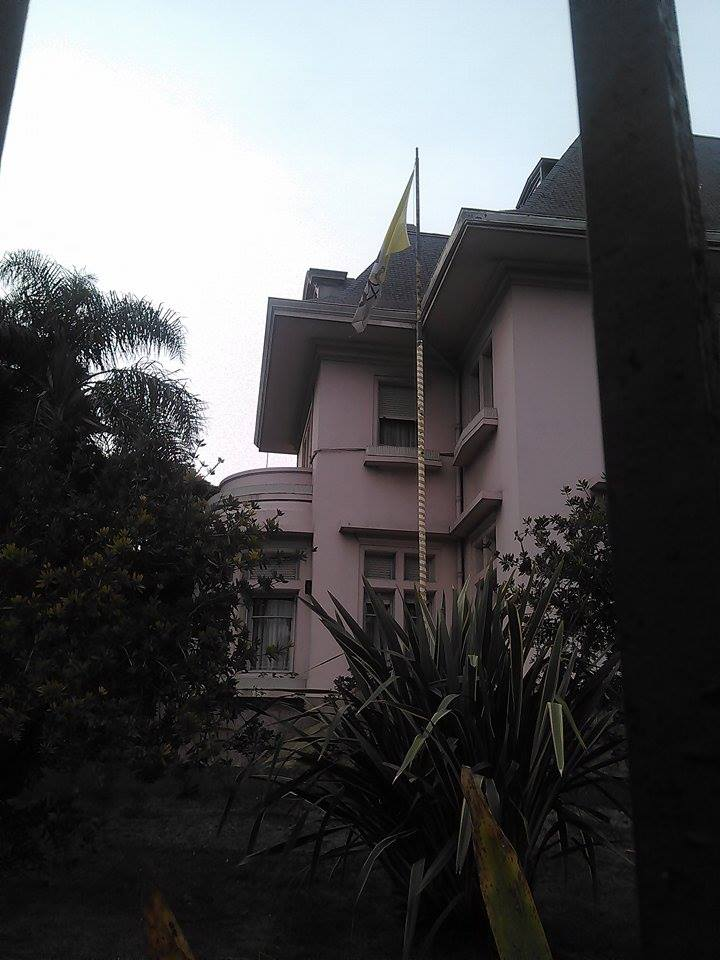
Nunciatura Apostólica en Montevideo.

Uruguay estableció relaciones diplomáticas con la Santa Sede en 1856. Uruguay tiene una embajada ante la Santa Sede. La Santa Sede tiene una embajada en Montevideo. El primer delegado apostólico fue Vincenzo Massoni.
Juan Pablo II hizo dos visitas pastorales. La primera fue en 1987 y la segunda en 1988.
El embajador uruguayo actual a la Santa Sede es Guzmán Carriquiry. El actual nuncio apostólico en Uruguay es Mons. Gianfranco Gallone.
En junio de 2013, el entonces presidente de Uruguay, José Mujica realizó una visita oficial a Francisco.
El 2 de diciembre de 2017 el entonces presidente uruguayo Tabaré Vázquez realizó una visita oficial al Vaticano, encontrándose con el Romano Pontífice.